# Naufragés tongiens de l'île ʻAta
Pour les articles homonymes, voir Ata.
Ne doit pas être confondu avec ʻAtā, une île inhabitée le long du passage de Piha au nord de Tongatapu.
Les naufragés tongiens de l'île ʻAta sont un groupe de six adolescents tongiens qui ont survécu pendant 15 mois de 1965 à 1966 sur l'île déserte d'ʻAta au sud des Tonga, dans l'océan Pacifique. Souhaitant quitter leur pensionnat à Nuku'alofa, ils volent un bateau, mais partent sans connaissances ni préparation.
Après une nuit de tempête, ils dérivent jusqu'à l'île d'Ata. Ils s'organisent pour survivre, se répartissant les tâches en maintenant une forte solidarité et entraide. Ils pêchent, capturent des poulets sauvages, font pousser des tubercules récupérés dans un village des anciens habitants de l'île, et maintiennent un feu allumé. Leurs compétences pratiques, leur foi chrétienne et leur sens de la discipline leur permettent de tenir quinze mois, avant qu'ils ne soient finalement recueillis par un navire de pêche australien dirigé par Peter Warner. Ce dernier les ramène à Nuku'alofa, et vend les droits de leur histoire à une chaîne de télévision australienne afin de payer le coût du bateau volé.
Leur histoire est médiatisée dans les années 2020 par un livre publié par l'historien néerlandais Rutger Bregman, qui la compare au roman Sa Majesté des mouches de William Golding, mais avec une fin plus positive. 

## Naufrage
En juin 1965, six garçons âgés de 15 à 17 ans - Sione Fataua, Fatai Stephen, Kolo Fekitoa, David Fifita, Luke Veikoso et Mano Totau - s'enfuient du pensionnat catholique strict St Andrew's à Nukuʻalofa, la capitale du royaume des Tonga. Lassés de la discipline scolaire et de la mauvaise nourriture, ils volent un bateau de pêche en bois de 7 mètres appartenant à un homme nommé Taniela Uhila. Leur plan est de naviguer jusqu'aux Fidji ou même jusqu'en Nouvelle-Zélande pour commencer une nouvelle vie.
Cependant, les garçons n'ont aucune expérience de la navigation hauturière. Ils n'emportent ni cartes, ni boussole, ni provisions suffisantes pour un long voyage. D'après un article du Pacific Island Monthly d'octobre 1966, ils seraient uniquement partis pour une nuit de pêche. Ils jettent l'ancre au large de Tongatapu et s'endorment à bord.
Lors de eur première nuit en mer, alors qu'ils dorment, leur petit bateau est pris dans une violente tempête qui rompt l'ancre, détruit le mat et déchire les voiles. Pendant les huit jours suivants, ils dérivent sans but, luttant contre la faim et la soif sous un soleil brûlant, tandis qu'ils doivent écoper l'eau entrant dans le bateau. Ils se nourrissent des quelques poissons pêchés la première nuit, et récupèrent un peu d'eau de pluie, mais ils sont proches de succomber à la déshydratation lorsque le huitième jour, ils aperçoivent enfin l'île rocheuse d'Ata à l'horizon.
Autrefois peuplée, l'île 'Ata a été abandonnée plus d'un siècle auparavant, en 1862, lorsque plus de 200 de ses habitants ont été capturés par des marchands d'esclaves péruviens et la population survivante évacuée sur l'île de 'Eua sur ordre du roi George Tupou Ier. Malgré leur épuisement, les garçons décident d'abandonner le bateau et de nager jusqu'à la côte. Il leur faut nager une journée et une partie de la nuit avant d'y arriver.

## Survie

### Débuts
Les six adolescents échouent dans l'endroit de l'île le plus favorable à une présence humaine, mais sont tellement épuisés qu'ils se contentent de creuser une petite cave où s'abriter et ne s'aventurent dans le reste de l'île qu'au bout d'un mois. Au début de leur séjour sur 'Ata, ils se nourrissent de poissons attrapés à mains nues, d'œufs d'oiseaux de mer et de noix de coco, et boivent de l'eau de pluie recueillie dans des coquilles de noix de coco. Ils finissent par aller sur les hauteurs de l'île et construisent un abri solide en feuilles de cocotier tressées.
Après trois mois difficiles passés à explorer chaque recoin de l'île, ils font une découverte qui change la donne : les vestiges abandonnés d'un ancien village tongien du XIXe siècle appelé Kolomaile. Ils y trouvent des plants de taro sauvage, des bananiers et même des poulets retournés à l'état sauvage, descendants des volailles laissées par les anciens insulaires.

### Organisation
Malgré leur jeune âge et le fait qu'ils viennent de différentes îles des Tonga, les garçons s'organisent rapidement pour survivre ensemble. Tirant parti de leurs connaissances pratiques et de leur sens de la discipline, ils établissent un système sophistiqué de travail d'équipe et de partage des tâches. Chaque journée est organisée de la même manière, suivant une routine planifiée. Ils allument un feu par friction et l'entretiennent en permanence pendant les 15 mois, à la fois pour la cuisine, la chaleur et comme signal potentiel de sauvetage. Durant les quinze mois passés à 'Ata, quatre navires passent près de l'île, mais ne voient pas leurs signaux.
Si la nourriture est relativement abondante, l'eau potable est plus rare, et ils doivent recueillir l'eau de pluie des arbres ou dans des flaques d'eau
Répartis en équipes de deux, ils se relayent pour les tâches de défrichage, agriculture, de cuisine et de guet. Ils défrichent et plantent un jardin avec des tubercules de taro sauvage. Ils piègent des poulets sauvages et récoltent leurs œufs. Ils pêchent également avec des hameçons fabriqués à partir de clous et des lances en bois. Aux grandes marées, ils ramassent des poissons et des langoustes piégées dans les bassins rocheux.
Les adolescents ne se contentent pas des activités liées à la survie, ils pratiquent un activité physique et musicale. Ils construisent une « salle de musculation » avec des haltères fabriquées à partir de bidons remplis de sable et un terrain de badminton avec un filet en feuilles de palmier tressées. Kolo, le plus âgé et le plus habile, fabrique même une guitare fonctionnelle à partir de débris métalliques et d'une demi-coque de noix de coco. Le soir, autour du feu, ils chantent, prient et racontent des histoires pour garder espoir. Ils composent même plusieurs chansons. Les six adolescents tiennent un journal de bord.
Envisageant de quitter 'Ata, les six se lancent dans la construction d'un radeau en bois équipé d'une cabine. Après avoir fait des provisions, ils s'élancent en mer, mais le radeau se brise rapidement et les Tongiens sont obligés de rentrer à la nage sur l'île.

### Gestion des conflits
La vie en groupe confiné n'est pas toujours facile et des conflits éclatent par moments. Mais les garçons mettent en place un système pour désamorcer les tensions : le fautif doit aller se calmer seul de l'autre côté de l'île avant de revenir présenter des excuses. Le groupe se réunit ensuite pour discuter calmement et trouver une solution.
Sione Fataua joue également un rôle de médiateur au sein du groupe pour régler les conflits, ainsi que de conseiller spirituel. Leur foi chrétienne est un élément important de leur vie sur l'île et les six Tongiens prient régulièrement Dieu de leur venir en aide.
Un jour, Stephen, un des garçons, tombe d'un rocher et se casse la jambe. Les autres le soignent avec les techniques de la médecine tongienne traditionnelle. Il guérit au bout de plusieurs mois.
C'est cette combinaison de créativité, de compassion et de coopération qui leur a permis de survivre dans des conditions extrêmes tout en préservant leur humanité et leur fraternité.

## Sauvetage
Le 11 septembre 1966, après 15 longs mois passés sur ʻAta, les garçons sont finalement secourus par hasard. Ce jour-là, un bateau de pêche australien, le Just David, navigue dans les eaux tongiennes éloignées. Le capitaine Peter Warner, 40 ans, cherche de nouveaux lieux de pêche au crabe et a est intrigué en apercevant de la fumée sur l'île ʻAta, réputée déserte. En s'approchant du rivage, son équipage entend des cris. À la grande surprise des marins, ils voient un enfant nu sauter dans les vagues et nager vers leur bateau. Craignant d'avoir affaire à un prisonnier potentiellement dangereux, le capitaine est d'abord méfiant et ordonne à son équipage de se munir de fusils.
Le premier garçon, Tevita Fatai Latu (aussi appelé Stephen), grimpe à bord et explique à Warner la situation des jeunes naufragés, bloqués là depuis plus d'un an. Par radio, Warner contacte Nukuʻalofa et apprend que les familles des garçons les ont depuis longtemps présumés morts. Des funérailles ont même été organisées. Abasourdis mais ravis, les six garçons sont hissés à bord, vêtus de fortune et avec de longues chevelures. Le 13 septembre, les six adolescents sont ramenés à Nuku'alofa.
Cependant, de retour au port, la joie des retrouvailles est de courte durée. Furieux du vol de son bateau, Taniela Uhila fait arrêter et emprisonner les garçons. La population se divise entre ceux qui réclamaient la clémence et ceux qui veulent punir les jeunes "délinquants". Peter Warner comprend la valeur médiatique de leur histoire et convainc une chaîne de télévision australienne, Channel 7, d'acheter les droits exclusifs pour 12 000 dollars. Avec cette somme, il rembourse Uhila pour le bateau et obtient la libération des garçons. Il les embauche ensuite sur son propre bateau de pêche,,. Le 20 septembre, les six Tongiens repartent à ʻAta  avec l'équipe de télévision australienne pour réaliser un documentaire retraçant leur survie.

## Postérité

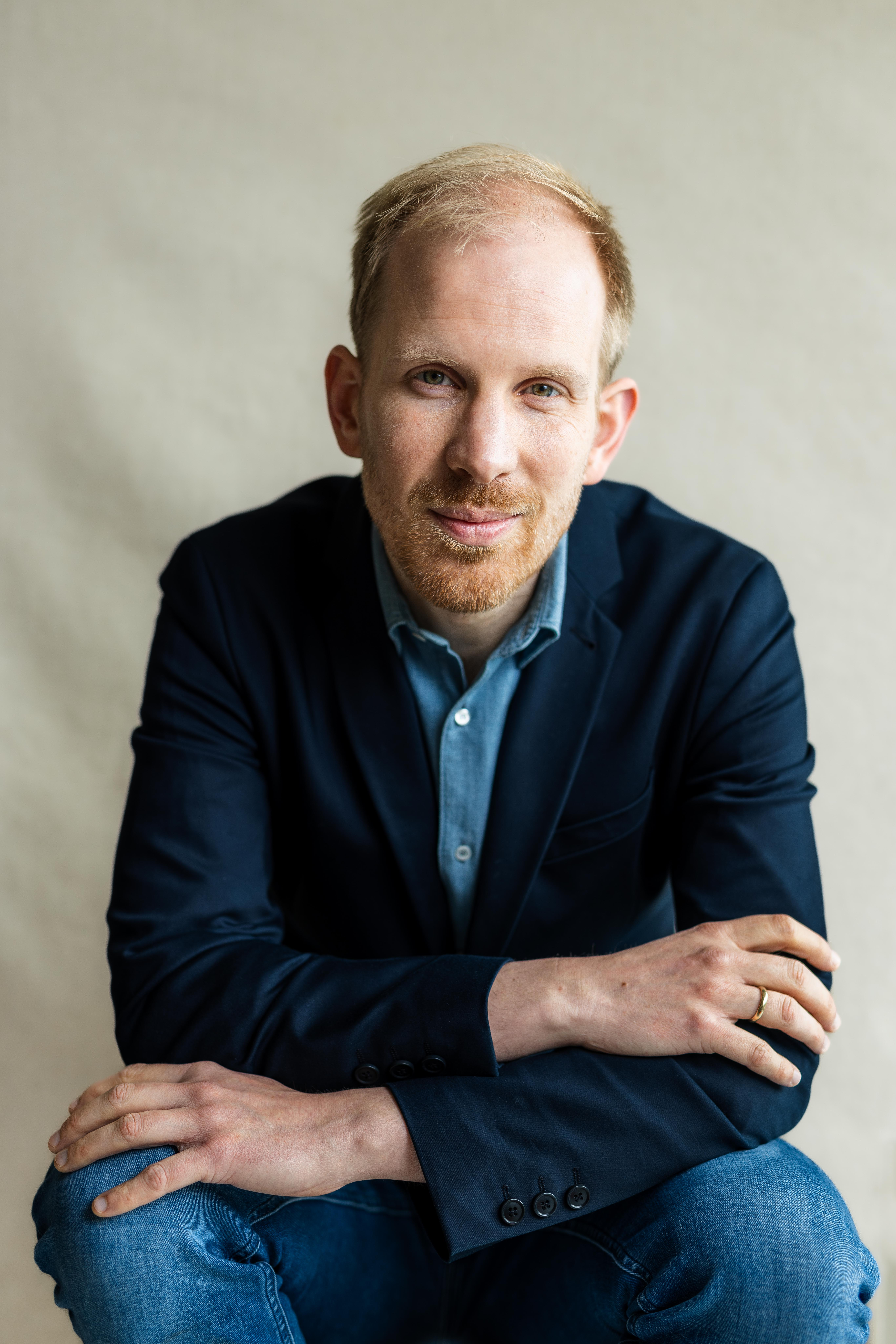
L'historien et écrivain Rutger Bregman a utilisé en 2020 l'histoire des six naufragés pour illustrer l'idée que les humains seraient naturellement altruistes, déclenchant des critiques sur l'appropriation culturelle des récits polynésiens par les Occidentaux.

Deux ans après leur sauvetage, les six adolescents sont amenés à Sydney par Peter Warner où ils travaillent avec lui.
En 2015, Kolo Fekitoa retourne à ʻAta avec un entrepreneur espagnol, Álvaro Cerezo, qui réalise des documentaires sur les naufragés à travers le monde et organise des voyages touristiques sur des îles désertes. Fekitoa, malade, revient pour la première fois sur les lieux où il a survécu cinquante ans auparavant, et les deux hommes passent dix jours sur l'île, vivant de pêche et de chasse.

### Médiatisation de l'histoire (2020)
L'histoire de la survie des six adolescents tongiens a longtemps été inconnue du public occidental. Le livre de 2020 Humankind: A Hopeful History de l'auteur néerlandais Rutger Bregman, la fait redécouvrir au grand public international. L'histoire est notamment médiatisée par le journal britannique The Guardian en mai 2020; qui la compare avec le roman Sa Majesté des mouches de William Golding paru en 1954, qui raconte les aventures d'enfants perdus sur une île déserte du Pacifique. L'article est lu par plus de sept millions de personnes.
Néanmoins, cette médiatisation et ce récit sont critiqués par certains Polynésiens qui estiment que l'histoire est racontée d'un point de vue occidental colonialiste. Rutger Bregman prend en effet appui sur le récit des six adolescents tongiens pour philosopher sur la condition humaine, souhaitant montrer que les humains sont naturellement doués d'empathie. D'autre part, les extraits publiés par The Guardian relatent avant tout le point de vue du capitaine australien Peter Warner. Pour la conteuse tongienne Meleika Gesa-Fatafehi, cela est révélateur de la manière qu'ont les personnes blanches de s'approprier les récits des peuples autochtones. Le réalisateur néozélandais Taika Waititi estime que si un film basé sur cette histoire était tourné, il conviendrait de le confier à des Polynésiens, si possible des Tongiens afin d'éviter l'appropriation culturelle et pour préserver l'authenticité du récit, en faisant entendre les voix des personnes concernées.
De très nombreux studios de cinéma sont en concurrence pour adapter l'histoire en film, et les quatre survivants (Sione, Mano, Tevita and Luke) et Peter Warner acceptent finalement de vendre les droits au studio hollywoodien New Regency en mai 2020. L'accord prévoit que les quatre Tongiens soient embauchés comme consultants sur le tournage, et que les scènes soient tournées au maximum en Polynésie, en tenant compte du contexte culturel tongien dans la manière de raconter l'histoire.

### Parcours des six Tongiens après leur sauvetage
Dans les années 2020, âgés de plus de 70 ans, les « naufragés de Tonga » vivent entre les Tonga et l'Australie. Malgré la distance, ils sont restés très proches les uns des autres et de Peter Warner au fil des années. Ils attribuent leur survie non pas à la chance mais à leur foi, leur ingéniosité et les valeurs d'entraide qu'ils ont apprises dans leurs familles et qui sont une partie intégrante de la culture tongienne. Un des naufragés, Kolo Fekitoka, décède en 2017. Sione Fataua est pasteur dans l'église Church of Tonga à Oakland en Californie, suivant une promesse qu'il a faite de consacrer sa vie à Dieu s'il survivait à son naufrage (et voyant son sauvetage comme une intervention divine). Totau devient chef coutumier puis s'installe en Australie, où il reste très proche de Peter Warner.
Peter Warner décède en 2021 à la suite d'un accident en mer, à 90 ans.